# Smrt kraljev
Smrt kraljev (v izvirniku angleško The Death of Kings) je zgodovinski roman britanskega pisatelja Conna Igguldena, ki je prvič izšel leta 2004 pri založbi HarperCollins. Je druga v seriji knjig Imperator.

## Zgodba
V začetku knjige je opisan Cezarjev začetek v vojski. Bori se v Grčiji in proti piratom, kateri ga tudi ugrabijo. Proti koncu knjige postane zaveznik s Pompejem in mu pomaga v boju proti Spartaku.